# 洛厄尔 (马萨诸塞州)
洛厄尔位于美国麻薩諸塞州东北部，面积37.7平方公里。根据2020年美國人口普查，共有115,554人，是马萨诸塞州第四大城市。洛厄尔和剑桥是密德瑟斯郡的县厅所在地。洛厄尔在美国以工业革命的发源地而著称，由洛厄尔国家历史公园保护。

## 历史
洛厄尔建立于19世纪20年代，当时规划为纺织品生产制造中心，处于梅里马克河流域，距波士顿约30英里。该地曾经是东切爾姆斯福德的农业地区。其命名来自法蘭西斯·卡伯特·洛厄爾，他是波士顿制造公司的创始人，是将工业革命引入美国的重要实践者。随着洛厄尔人口的增长，周边一些村镇的土地被逐步划入其管理范围，并逐渐发展成为城市中心。参与建造城市运河和工厂的劳动力主要构成是爱尔兰的穷人和19世纪三、四十年代爱尔兰大饥荒的逃荒者。
至19世纪50年代，洛厄尔已经拥有美国最大的工业产业链。19世纪60年代，洛厄尔的棉轴数量超过南部11个宣布独立的州的总和。随后的几十年中，其规模继续扩大，葡萄牙、波兰、立陶宛、瑞典和东欧犹太移民相继涌入。1900年时，洛厄尔的外国出生人口数量超过50%；第一次世界大战期间，其人口达到11万多人的历史顶峰。
“纺织之城”中的工厂在20世纪20年代开始逐渐迁往南方，城市发展陷入困难。1931年的“Harper's Magazine”称其为“衰败的工业荒漠”，此时正是大萧条最为严重的时期。城市中三分之一的人口需要政府救济，同时其纺织工厂中只有三个保持开工状态。几年后，许多纺织厂重新启动生产，为二战生产降落伞和其他军需物品。尽管如此，这只是短暂的经济快速增长，这些纺织厂在战后陆续关闭。
此后几十年中，城市发展陷入低谷。在20世纪70年代，洛厄尔成为马萨诸塞奇迹的一部分，王安電腦的总部设立于此。同时，许多新移民搬入城中，其中很多来自柬埔寨躲避紅色高棉种族灭绝的难民。城市继续恢复增长，但更多的是在文化领域。20世纪70年代，先前的纺织厂所在区域被部分修缮并成为洛厄尔国家历史公园的一部分。
尽管王安电脑公司于1992年破产，洛厄尔继续将其发展重点集中在举办全美最大的民俗节—洛厄尔民俗节，以及其他诸多文化活动。这些举措开始吸引许多公司和家庭回到城市中心。有更多的纺织厂房和办公楼被改建成居民楼和写字楼。到20世纪90年代，洛厄尔建造了一个新棒球场成为美國職棒大聯盟波士頓紅襪的预备队之一洛厄尔纺轴队 (Lowell Spinners) 的主场。城市中的学生数量随着马萨诸塞大学洛厄尔分校和米德尔塞克斯社区学院的专业和招生人数不断增长而逐步扩大。

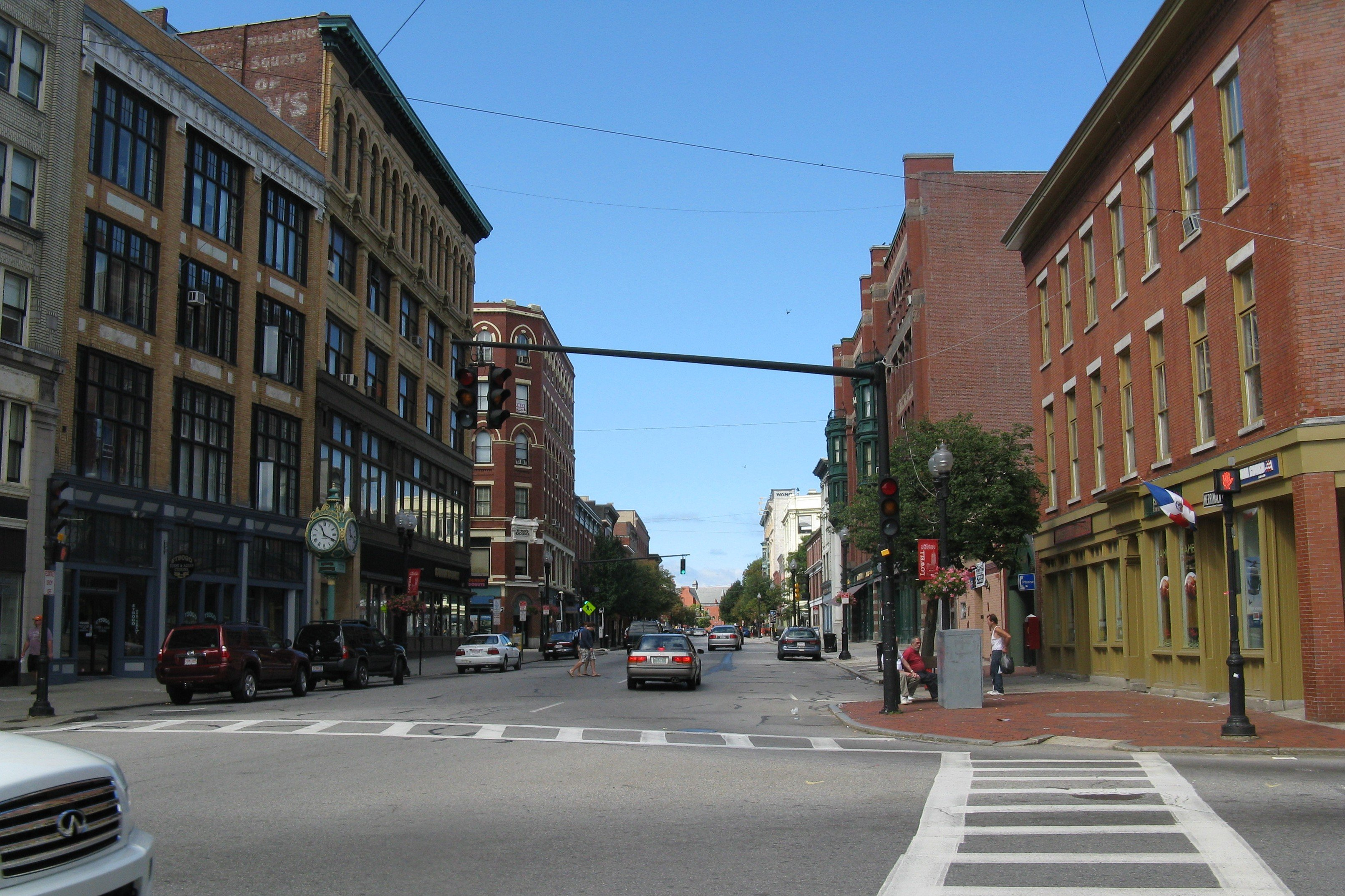
洛厄尔市中心的街道

## 人口
洛厄尔拥有大量的柬埔寨人，柬埔寨人口比例是美国最高的，达到10.37％。柬埔寨人总数居美国第二，仅次于加州长滩。估计洛厄尔及周边范围内柬埔寨人总数有25,000-35,000。为此柬埔寨政府也于2009年在洛厄尔开辟了在美国的第三个领事办公室，另外两个分别在加州长滩和西雅圖。
除了柬埔寨人以外，洛厄尔还拥有大量的越南，老挝，泰国等东南亚人口。亚裔总数占人口比例的20.2%。

## 友好城市
- 法國 孚日圣迪耶